# Cross Sound
El Cross Sound (así, en el original inglés, que significa ensenada o entrante de la cruz) es un entrante de mar o sound de la costa oriental de Alaska, un pasaje localizado en el archipiélago Alexander, en el pandhale de Alaska, entre la isla Chichagof, al sur y la parte continental, al norte. Tiene unos 48 km de largo y comunica el golfo de Alaska con el estrecho Icy y bahía de los Glaciares (Glacier Bay). 
La orilla septentrional del sound está dentro del parque nacional de la Bahía de los Glaciares.
El Cross Sound fue nombrado por James Cook en 1778 al haber arribado a sus aguas el 3 de mayo, designado en su calendario como fiesta de la Cruz (Holy Cross day).
El faro del cabo Spencer es un antiguo faro (1925) que proporciona una importante ayuda para la navegación. 